# Claude Nicolas Didelot
Pour les articles homonymes, voir Didelot.
Claude Nicolas Didelot est un homme politique français né le 28 septembre 1795 à Charmois-l'Orgueilleux (Vosges) et décédé le 29 janvier 1856 à Paris.

## Biographie
Claude Nicolas Didelot naît le 6 vendémiaire an IV (28 septembre 1795) à Reblangotte, hameau de Charmois-l'Orgueilleux. Il est le fils de Claude Didelot, cultivateur, et de son épouse, Catherine Grosjean. 
Avocat à Paris en 1817, Claude Nicolas Didelot devient substitut à Beauvais en 1819. Il est destitué en 1822 pour avoir refusé de s'opposer à une candidature d'opposition. En septembre 1830, il est procureur du roi à Beauvais, puis substitut du procureur du roi de la Seine en 1831 et substitut général à Paris en 1832. Il est conseiller à la cour d'Appel de Paris en 1840, et se montre sévère, comme président d'assises, contre les journaux républicains. Il est procureur général à Caen en 1844, puis à Bourges. Il est destitué le 25 février 1848. Il est conseiller général de l'Oise de 1833 à 1840 et député des Vosges de 1844 à 1848.
Son gendre est l'avocat Jules Le Berquier.

## Distinctions
- Chevalier de la Légion d'honneur (20 février 1836)[4]
- Officier de la Légion d'honneur (29 avril 1846)[4]

## Sources
- « Dictionnaire des parlementaires français de 1789 à 1889 (Adolphe Robert, Edgar Bourloton et Gaston Cougny) », sur gallica BNF (consulté le 7 décembre 2013)
- Jean-Claude Farcy, Rosine Fry, Annuaire rétrospectif de la magistrature XIXe – XXe siècles, Centre Georges Chevrier (Université de Bourgogne/CNRS), 2010.